# Bromelia hieronymi

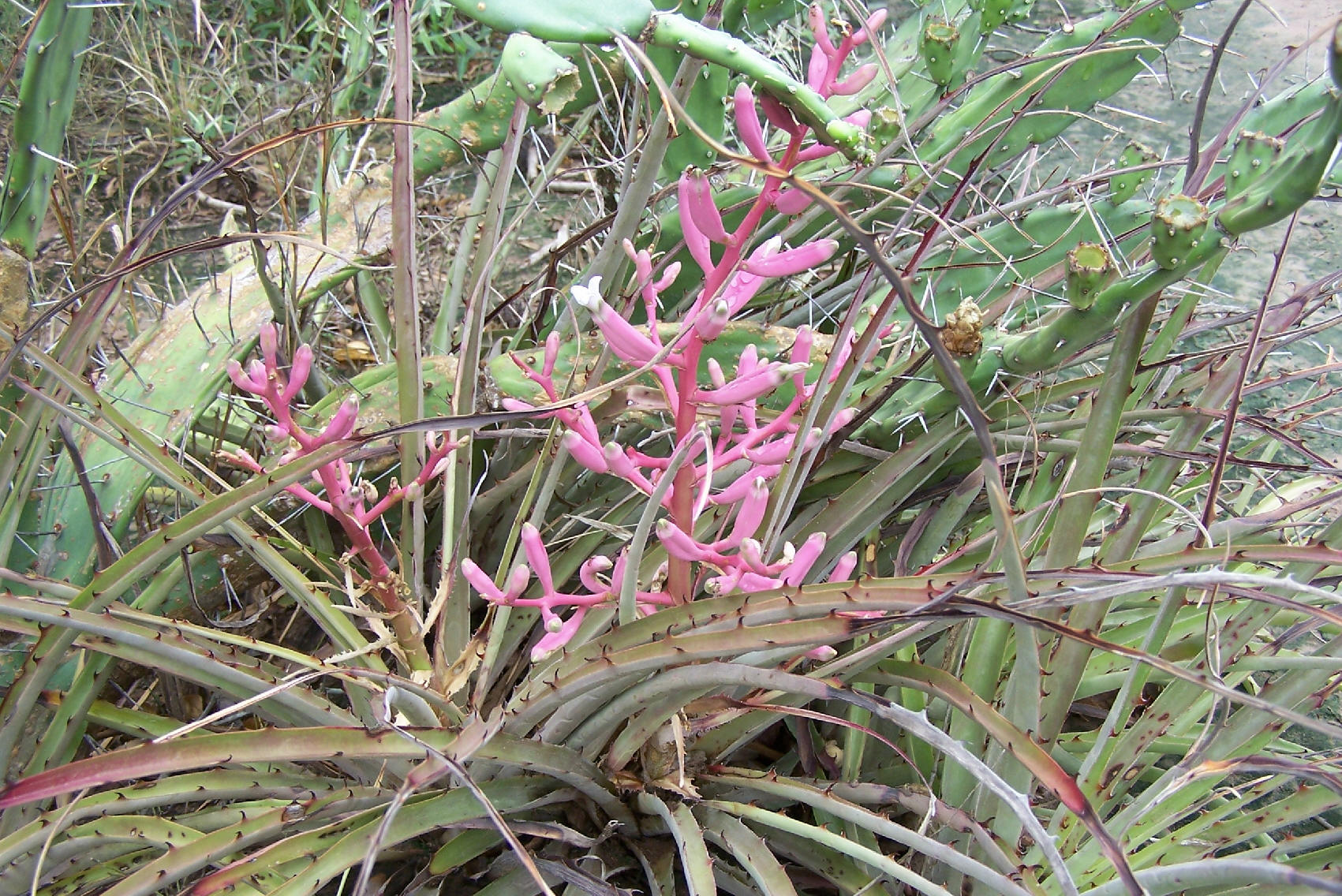

Bromelia hieronymi, cháguar (nombre común de varias especies botánicas relacionadas de Sudamérica, de planta de fibra textil de la familia de las Bromeliaceae, junto con Bromelia serra Griseb., Deinacanthon urbanianum, Pseudananas sagenarius, todas plantas herbáceas de bosques con hojas en espada, siempreverdes, recordando a la yuca. Las diferentes especies habitan partes semiáridas de la ecorregión Gran Chaco: Argentina, Bolivia, Paraguay.

## Historia
El término cháguar es del idioma quechua. En áreas donde tiene influencia el guaraní también se lo conoce como caraguatá. La especie recibe además nombres más específicos en las lenguas indígenas del Gran Chaco, por ejemplo, chitsaj o chutsaj en wichí.
Es una planta que se encuentra en el chaco semiárido de las provincias de Córdoba de Salta, Formosa y Chaco en Argentina y en Paraguay y Bolivia, cuya resistente fibra la utilizan desde tiempos inmemoriales los wichís, un pueblo de cazadores-recolectores, para confeccionar objetos domésticos como bolsos, ropa, redes, sogas, hamacas y otros artefactos.#
No se cultiva; crece a la semisombra del estrato medio de los bosques chaqueños, y se reproduce por estolones. 
La desertificación por tala y agriculturización expoliativa del Chaco hace decrecer su presencia, pero la especie ni está en riesgo ni es de importancia ecológica primaria. Los agricultores la consideran una maleza, ya que sus espinas espantan al ganado, por lo que a veces queman los chaguarales (renovales de la sp.) durante la estación seca.
La ocupación "aborigen blanca" (europea) del territorio tradicional wichí, a fines del siglo XIX, expuso la región a la ganadería extensiva y el obraje maderero. Ambos degradaron profusamente el ecosistema, poniendo a los wichís en pequeños poblados, "protegidos" por algunas iglesias cristianas, convirtiéndolos en ocupantes precarios, sin derechos sobre la tierra.
El cháguar, como todos sus recursos naturales -peces, animales, fibras, frutos- es un recurso de acceso abierto. La complejísima relación del pueblo wichí con la naturaleza, y su secular economía de la no acumulación, fue su resguardo del uso sustentable de los recursos equitativamente. 
Entre los wichís, no hay restricciones en la colecta y uso del cháguar, pero les consume mucho tiempo y es de intensiva tarea. Esto y su ética ambiental les da una sustentable explotación. Tienen tabúes que castigan a quien extrae en demasía; esos tabúes se representan por el "dueño" o "señor" del recurso, a quien hay que pedir autorización para cosechar, cazar, pescar. El dueño, no mezquina el recurso, y permite al wichí su colecta o pesca, o caza, vigilando además al wichí para no ser egoísta con las familias, y no extraiga demás, castigándolo en otra ocasión con caza o colecta no exitosa.
Antiguamente era el hombre quien tejía con cháguar redes y sogas para pescar. Hoy aún algunos cosechan cháguar para la mujer. Y, la producción de objetos de cháguar es una artesanía netamente femenina. Las mujeres, en grupos pequeños, van al monte a cosechar, y dedican más de un día, dos o tres días con campamentos, si los “chaguarales” están alejados. A veces recorren hasta 30 km. Y luego ellas desfibran hojas, hilan, tiñen, tejen, confección artesanías, comercializan, y disponen libremente del ingreso monetario.

## Taxonomía
Bromelia hieronymi fue descrita por Carl Christian Mez y publicado en Flora Brasiliensis 3(3): 199. 1891.
Etimología
Bromelia: nombre genérico que fue otorgado en honor del botánico sueco Olof Bromelius (1639 – 1705).
hieronymi: epíteto